# Абу Наср Гёдек Ахмед-хан
Султан Ахмед Гёдек (1476 — 13 декабря 1497) — последний султан единого государства Ак-Коюнлу в 1497 году. Полное имя — Абу Наср Гёдек Ахмед-хан.

## Биография
Был сыном Огурлу-Мухаммада (? — 1477) и внуком основателя государства Узун-Хасана. В 1473 году после неудачного восстания Огурлу-Мухаммада против отца Узун-Хасана, первый бежал из Ак-Коюнлу в османские владения. Огурлу-Мухаммад получил поддержку османского султана Мехмеда Фатиха и женился на его дочери Гевхер-хатун. От этого брака в 1476 году в Стамбуле родился Ахмед Говде. Получил образование в Османской империи.
В 1497 году получив помощь от турок-османов, Султан Ахмед двинулся на завоевание султанского престола. Довольно быстро одолел своего соперника и двоюродного брата Султана Рустама, который бежал в Грузию, где и погиб. В благодарность за помощь султан Ахмед передал Османской империи область Керманшах.
Новый властитель начал реформы по укреплению государства, налоговой системы (сократил или на длительное время отменил ряд налогов), также предпринял шаги к созданию регулярного войска вроде османского. Также было отменено союргал (наследственные феодальное владение), тяжелые налоги и повинности крестьян. Впрочем против этого выступили руководители местных племен во главе с Касим-беем. Последний призвал на султанский престол родственника султана — Мурада, сына Султана Якуба, который в том же году захватил Тебриз.
Султан Ахмед Говде решил дать битву сопернику внутри государства, но неподалеку от Исфагана потерпел поражение, попал в плен и был казнен 13 декабря 1497 года.
После этого государство Ак-Коюнлу распалась: в Тебризе и Азербайджане престол занял Алванд-мирза (сын Юсуф-бека и внук Узун-Хасана)) в Йезде, Кермане и Систане захватил власть Султан-Мухаммед (сын Юсуф-бека и внук Узун-Хасана), в Диярбакыре — Султан-Касим (племянник Узун-Хасана), которого вскоре сменил Зейнал-ал-Айбидин (сын Султана Ахмеда Говде). Это в конечном итоге привело к покорению Ак-Коюнлу войсками Исмаила I из рода Сефевидов (до 1502 года — Азербайджан и Тебриз), до 1508 года (Южная и Восточная Персия).
Гёдек Ахмед-хан был женат на османской принцессе Айнишах-султан, дочери султана Баязета II